# Bak (Zala)
Bak es un pueblo ubicado en el condado de Zala, Hungría.

## Superficie
Posee una superficie de 23,05 kilómetros cuadrados.

## Demografía
Hasta 2021 la población era de 1584 habitantes, con una densidad de población de 68,72 habitantes por kilómetro cuadrado. En 2011 el 82,2% de la población estaba conformada por húngaros y la religión predominante era el catolicismo.